# بنك قطر الدولي
بنك قطر الدولي ( ibq ) هو بنك للقطاع الخاص تم تأسيسه ويعمل في قطر منذ عام 1956. يقدم البنك مجموعة من المنتجات والخدمات عبر أقسام الخدمات المصرفية للأفراد والشركات.
لديه شبكة متنامية من الفروع وأجهزة الصراف الآلي تغطي معظم المواقع الرئيسية في جميع أنحاء البلاد.

## التاريخ
ابتداءً من البنك العثماني في 1 نوفمبر 1956 ، خضع لعدة ملكيات في تاريخه.
في أغسطس 2004 ، تم تغيير اسم البنك إلى بنك قطر الدولي (ibq) ، عندما استحوذ بنك الكويت الوطني على حصة 20 ٪ في البنك وتولى مسؤوليات الإدارة. في يوليو 2007 ، قام بنك الكويت الوطني بزيادة حصته في البنك إلى 30٪ وقام ببيعها للمستثمرين القطريين في عام 2014.

## روابط خارجية
- الموقع الرسمي (باللغة الإنجليزية)
- الموقع الرسمي (عربي)